# La Destruction du palais d'Armide
La Destruction du palais d'Armide est une peinture à l'huile sur toile réalisée par Charles Antoine Coypel en 1737. Elle est conservée au musée des Beaux-Arts de Nancy.

## Histoire
La peinture, un carton de tapisserie, fait partie d'un ensemble de quatre fragments d'une tenture des Fragments d'Opéra réalisée par la manufacture des Gobelins pour les appartements de Marie Leszczynska à Versailles. Elle est inspirée d'Armide de Quinault et Lully, en particulier de la scène 5 de l'acte 5 : « Fuyez, Plaisirs, fuyez, perdez tous vos attraits ! Démons, détruisez ce palais ! ».

## Description
C'est une œuvre de très grand format. Son but était de servir de modèle, en taille réelle, à une tapisserie des Gobelins destinée aux appartements de Marie Leszczynska, reine de France. L'histoire est tirée d'un roman du Tasse publié en 1581, La Jérusalem délivrée, et de l'adaptation que Quinault et Lully en ont fait dans l'opéra Armide de 1686. Armide est une magicienne sarrasine qui a séduit le chevalier Renaud. Elle le retient dans son île enchantée. Mais deux compagnons de Renaud réussissent à le délivrer. Furieuse, la magicienne détruit le palais aux merveilles qui a abrité leurs amours. La toile la représente brandissant sa baguette magique tandis que des créatures ailées concrétisent son maléfice en faisant s'écrouler les colonnes du palais.